# Karl-Heinz Gommans
Karl-Heinz Gommans (* 20. Februar 1922; † September 2005) war ein deutscher Fußballspieler. Der Mittelläufer im damals praktizierten WM-System hat von 1951 bis 1957 bei Schwarz-Weiß Essen in der Fußball-Oberliga West 136 Ligaspiele absolviert. In den zwei Runden zuvor, 1949 bis 1951, hat er in der 2. Liga West noch zusätzlich 57 Ligaspiele mit zwei Toren bestritten.

## Karriere und Leben

### Anfänge und 2. Liga, bis 1951
Die erste belegbare Namensnotierung des Spielers Karl-Heinz Gommans (* 1922) findet sich in der West-Chronik 1945 bis 1952 auf Seite 147. Dort wird er im Spielerkader von TuRa 1886 Essen in der Debütrunde der 2. Liga West 1949/50, Gruppe 2, aufgelistet. Unter Trainer Willy Multhaup belegte TuRa den 8. Rang, Lokalrivale Katernberg und Mönchengladbach stiegen in die Oberliga West auf. Zur gleichen Zeit gehörte ETB Schwarz-Weiß Essen der Gruppe 1 der 2. Liga und Rot-Weiss Essen der Oberliga West an. Die Elf aus Altenessen hatte in der Saison 1948/49 das Entscheidungsspiel um den Meistertitel in der Landesliga Niederrhein Gruppe 1 am 24. April 1949 in Oberhausen mit 2:3 gegen den Duisburger FV 08 verloren; der FV stieg in die Oberliga auf und TuRa Essen in die neue installierte 2. Liga West Gruppe 2 eingereiht. In der Runde zuvor, 1947/48, war TuRa mit 32:8 Punkten Meister in der Landesliga Niederrhein Gruppe 1 geworden. In den Spielen um die Niederrheinmeisterschaft 1948 – die Endrundenspiele um die Niederrheinmeisterschaft waren gleichzeitig Aufstiegsspiele zur Oberliga West – scheiterten die 86er am Lokalrivalen Rot-Weiss Essen (5:3 Punkte) und dem Duisburger SpV. Gegen den Aufsteiger aus Bergeborbeck erreichte TuRa 3:1 Punkte (1:1, 1:0), verlor aber beide Spiele gegen den DSV. Da aber der Westdeutsche Fußballverband (WFV) TuRa wegen zu vieler Schulden die Lizenz für den Vertragsfußball entzogen hatte, verließen Leistungsträger wie Werner Göbel, Karl-Heinz Gommans, Reinhold Grunert, Eckbert Lewandowski, Karl Schaaf oder Rudi Redder die Serlostraße in Richtung der starken Ortsrivalen oder wechselten zu anderen Vereinen wie Borussia Mönchengladbach.
In seinem ersten Jahr bei ETB, 1950/51, erreichte er unter Trainer Josef Uridil und an der Seite von Mitspielern wie Günter Friesenhagen, Werner Keus, Hans Müller, Torjäger Heinz Stemmer (28 Spiele – 33 Tore), Willi Wulf und Hans Zerres mit der Vizemeisterschaft und dem 2. Platz in der anschließenden Relegationsrunde gegen Alemannia Aachen, SSV Wuppertal und SC Rot-Weiß Oberhausen den Aufstieg in die Oberliga West. Gommans gehörte auf Anhieb am Essener Uhlenkrug zu den Leistungsträgern und absolvierte für die Schwarz-Weißen 28 Ligaspiele. Die Konkurrenz war in der Gruppe 1 der 2. Liga West mit Meister Meidericher SV, Duisburger FV 08, SV Sodingen, Eintracht Gelsenkirchen SC Westfalia Herne, VfL Bochum und Arminia Bielefeld auf den vorderen Rängen vertreten gewesen.

### Oberliga West, 1951 bis 1957
Am 19. August 1951 starteten Gommans und Kollegen mit einem 3:2-Heimerfolg gegen Alemannia Aachen in die Oberliga West. Vor 18.000 Zuschauern war ETB dabei in der Läuferreihe mit Friesenhagen, Mittelläufer Gommans und Keus aufgelaufen. In den Heimspielen gegen Preußen Münster (3:1) und den neuen Westmeister und Lokalrivalen Rot-Weiss (1:0) wurden je 30.000 Zuschauer gezählt. Beim Heimspiel am 7. Oktober 1951 gegen den FC Schalke 04 (0:1) fanden sogar 40.000 Fans Zugang. Nach der Vorrunde belegte SW Essen mit 15:15 Punkten den 8. Rang. Höhepunkt für den Abwehrchef der Schwarz-Weißen vom Uhlenkrug war aber die Berufung in den Kader der Nationalmannschaft für das Länderspiel am 23. Dezember 1951 im heimischen Essen gegen Luxemburg. Gommans Platz blieb aber die Ersatzbank, beim 4:1-Sieg der Herberger-Schützlinge debütierte an seiner Stelle Heinz Wewers von RWE auf der Mittelläuferposition. Eine herausragende Leistung in der Defensive ermöglichte am 3. Februar 1952 in der Rückrunde einen 1:0-Heimsieg im Derby gegen das rot-weiße Team von der Hafenstraße. Wiederum war die Läuferreihe mit Friesenhagen, Mittelläufer Gommans und Keus der Rückhalt des schwarz-weißen Abwehrbollwerks. Den Angriff des späteren Westmeisters mit Helmut Rahn, Kurt Zaro, August Gottschalk, Werner Cornelissen und Bernhard Termath in Schach gehalten zu haben, war keine Alltäglichkeit. Das Angriffsquintett der Rot-Weißen gehörte zu den herausragenden Offensivabteilungen der Oberliga. Die Duelle des Abwehrchefs der Schwarz-Weißen, Karl-Heinz Gommans, mit dem Sturmdirigenten der Rot-Weißen, August Gottschalk, gehörten zu den Höhepunkten der Begegnung. Insgesamt ging die Leistung von SW Essen aber in der Rückrunde zurück und am Rundenende belegten die Mannen um Gommans mit 27:33 Punkten den 11. Rang. Der Abwehrchef hatte nur in einem der 30 Ligaspiele ausgesetzt.
Im zweiten Oberligajahr, 1952/53, ging die Leistungskurve der Schwarz-Weißen noch weiter nach unten. Mit 22:38 Punkten wurde unter Trainer Fritz Buchloh der 13. Rang belegt. Die enttäuschenden 5:25 Zähler in den Auswärtsspielen mit 50 Gegentoren trugen wesentlich zum Kampf um den Abstieg bei. Gommans war in allen 30 Ligaspielen für ETB im Einsatz gewesen. Rückkehrer Kurt Zaro und Neuzugang Reinhold Jackstell erzielten jeweils zehn Treffer. Der 31-jährige Abwehrdirigent gehörte immer noch zu den Defensivgrößen der Oberliga West. Er wird im „Revier-Team“ der Saison 1952/53 als Mittelläufer aufgeführt. Als am 21. September 1952 bei den Essener Rot-Weißen anzutreten war und nach dem 1:1-Ausgleichstreffer in der 36. Spielminute ein „Torpfostenbruch“ zum Spielabbruch führte, war Gommans auf Seiten der Schwarz-Weißen dabei; auch beim Nachholspiel am 28. Dezember 1952 bei einer 1:8-Klatsche. In den letzten Wochen der Rückrunde holten Gommans und Kollegen beim 4:2-Heimerfolg gegen das Tabellenschlusslicht Erkenschwick, am 24. Spieltag, die letzten Pluspunkte. Danach verloren die Schwarz-Weißen in Serie gegen den 1. FC Köln (2:5), Bayer Leverkusen (1:2), Preußen Münster (0:3), Borussia Dortmund (1:4), Meidericher SV (0:3) und beendeten die Saison am 26. April 1953 mit einer 2:3-Auswärtsniederlage beim FC Schalke 04.
In das Weltmeisterschaftsjahr 1953/54 startete SW Essen mit einer 0:2-Auswärtsniederlage beim SV Sodingen; die Hinrunde wurde mit enttäuschenden 11:19 Punkten auf dem 14. Platz beendet. Dies trotz der Neuzugänge Siegfried Burkhardt, Karl-Heinz Höger, Edmund Kasperski, Adolf Knoll, Alfred Mikuda und Hubert Schieth. Die Runde wurde mit einem 4:0-Auswärtserfolg beim Absteiger STV Horst Emscher abgeschlossen und die Mannen um Karl-Heinz Gommans hatten mit 20:10 Rückrundenpunkten noch den 6. Rang erreicht. Gommans war in 24 Ligaspielen aufgelaufen. In der folgenden Saison 1954/55 ging es wieder auf den 12. Platz zurück, ehe mit zwei Erfolgen in den letzten zwei Rundenspielen 1955/56 wiederum eine tabellarische Verbesserung auf den 8. Rang glückte. Das war die letzte Saison von Gommans als Stammspieler bei ETB in der Oberliga West.
In der Hinrunde der Saison 1956/57 lief der 35-jährige Senior nochmals in fünf Ligaspielen auf und ETB rangierte nach 15 Spielen mit 15:15 Punkten auf dem 10. Rang. Sein letztes Spiel in der Oberliga West bestritt Gommans am 28. Oktober 1956 bei einem 2:2-Heimremis gegen den 1. FC Köln. Er agierte dabei zusammen mit Karl-Heinz Mozin im Verteidigerpaar, davor bildeten Heinz Steinmann, Kasperski und Keus die Läuferreihe. In der Rückrunde kamen lediglich noch sieben Pluspunkte auf das Konto von SW Essen und der Verein stieg in die 2. Liga West ab.
Im Sommer 1957 beendete Karl-Heinz Gommans seine Spielerlaufbahn.